# Alexandre Camino
Pour les articles homonymes, voir Camino.
Alexandre Camino est un homme politique français, né le 27 mars 1897 et décédé le 6 octobre 1972 à Cambo-les-Bains (Pyrénées-Atlantiques).

## Mandats locaux
- Maire de Cambo-les-Bains de 1951 à 1965

## Mandats départementaux
- Conseiller général du canton d'Espelette de 1925 à 1931 et de 1951 à 1964.

## Mandats nationaux
- Député de la 3e circonscription des Pyrénées-Atlantiques de 1958 à 1962.